# Eduardo Serra
Eduardo Serra (Lisboa, 2 de octubre de 1943) es un director de fotografía portugués, nominado en dos ocasiones a los Premios Óscar a la Mejor fotografía.
De 1960 a 1963, Serra estudió Ingeniería en el Instituto Superior Técnico de Lisboa, pero tuvo que abandonar el país después de su participación en las protestas estudiantiles contra la dictadura de Salazar. Se estableció en Francia, donde fue admitido en la Escuela Nacional Superior Louis-Lumière de París, graduándose en 1966. En 1970 obtuvo su segunda titulación en la Universidad de la Sorbona, en Historia del Arte y Arqueología.
Eduardo Serra fue nominado a los Premios Óscar a la Mejor Fotografía por su trabajo en la película de Las alas de la paloma (1997) y La joven de la perla (2003). De igual forma, fue nominado a los Premios BAFTA a la Mejor fotografía por su obra en dichas películas.
En 2004 Eduardo Serra fue nombrado comendador de la Orden del Infante Don Enrique, como reconocimiento por su contribución a la cultura del país, por el presidente Jorge Sampaio.
Fue el encargado de la fotografía en Harry Potter y las Reliquias de la Muerte: parte 1 y parte 2.

## Premios y distinciones
Premios Óscar
| Año  | Categoría        | Película              | Resultado |
| ---- | ---------------- | --------------------- | --------- |
| 1998 | Mejor fotografía | Las alas de la paloma | Nominado  |
| 2004 | Mejor fotografía | La joven de la perla  | Nominado  |

Festival Internacional de Cine de San Sebastián
| Año  | Categoría                               | Película             | Resultado |
| ---- | --------------------------------------- | -------------------- | --------- |
| 2003 | Premio del jurado a la mejor fotografía | La joven de la perla | Ganador   |